# Савет за узајамну економску помоћ
Савет за узајамну економску помоћ (рус. Совет экономической взаимопомощи), познат по свом акрониму СЕВ (од рус. СЭВ), била је економска организација, чији су чланови биле земље Источног блока и неке социјалистичке државе у остатку света. Оснивање и деловање СЕВ-а био је одговор на оснивање Организације за економску сарадњу и развој у Западној Европи. СЕВ није био званично распуштен, него је његова последња седница одржана 28. јуна 1991. године у Будимпешти.

## Називи на језицима земаља чланица
- Албански – Këshilli i Ndihmës Ekonomike Reciproke, KNER
- Бугарски –
- Вијетнамски – Hội đồng Tương trợ kinh tế, HĐTTKT
- Мађарски – Kölcsönös Gazdasági Segítség Tanácsa, KGST
- Немачки – Rat für gegenseitige Wirtschaftshilfe, RGW
- Пољски – Rada Wzajemnej Pomocy Gospodarczej, RWPG
- Румунски – Consiliul de Ajutor Economic Reciproc, CAER
- Руски –
- Словачки – Rada vzájomnej hospodárskej pomoci, RVHP
- Чешки – Rada vzájemné hospodářské pomoci, RVHP
- Шпански – Consejo de Ayuda Mutua Económica, CAME

## Историја

### Фондација
СЕВ су 1949. године основали Совјетски Савез, Бугарска, Чехословачка, Мађарска, Пољска и Румунија. Сматра се да су примарни фактори у формирању СЕВ-а били жеља Јосифа Стаљина да сарађује и ојача међународне односе на економском нивоу са мањим државама Централне Европе, које су сада све више биле одсечене од својих традиционалних тржишта и добављача у остатку Европе. Чехословачка, Мађарска и Пољска остале су заинтересоване за Маршалску помоћ упркос захтевима за конвертибилном валутом и тржишним привредама. Ови захтеви, који би неизбежно довели до јачих економских веза са слободним европским тржиштима него са Совјетским Савезом, нису били прихватљиви за Стаљина, који је у јулу 1947. наредио овим комунистичким владама да се повуку са Париске конференције о програму опоравка Европе. Ово је описано као „тренутак истине“ у подели Европе после Другог светског рата. Према совјетском гледишту, „англо-амерички блок“ и „амерички монополисти... чији интереси нису имали ништа заједничко са интересима европских народа“ одбацили су сарадњу Истока и Запада у оквиру договореног унутар Уједињених нација, тј. преко Економске комисије за Европу.
Као и увек, прецизни Стаљинови мотиви су „непроверљиви“. Они су можда били „више негативни него позитивни“, при чему је Стаљин „више стрепео да задржи друге силе подаље од суседних тампон држава ... него да их интегрише“. Осим тога, сматрало се да је појам GATT-а о наводно недискриминаторном третману трговинских партнера некомпатибилан са појмовима социјалистичке солидарности. У сваком случају, предлози за царинску унију и економску интеграцију Централне и Источне Европе датирају барем из времена револуција из 1848. (иако су многи ранији предлози имали за циљ да спрече руску и/или комунистичку „претњу“) а трговина између државе која је својствена централно планираним економијама захтевала је неку врсту координације: у супротном, монополистички продавац би се суочио са монопсонистичким купцем, без структуре која би одређивала цене.
СЕВ је основан на московској економској конференцији од 5. до 8. јануара 1949. на којој је било представљено шест земаља оснивача; његово оснивање је јавно објављено 25. јануара; Албанија се придружила месец дана касније, а Источна Немачка 1950. године.
Недавно истраживање румунске истражитељке Елене Драгомир сугерише да је Румунија играла прилично важну улогу у стварању СЕВ-а 1949. Драгомир тврди да је Румунија била заинтересована за стварање „система сарадње“ како би побољшала своје трговинске односе са демократијама других народа, посебно са онима који могу да извозе индустријску опрему и машине у Румунију. Према речима Драгомирове, у децембру 1948. румунски вођа Георге Георгију-Деж је послао писмо Стаљину у којем је предложио стварање СЕВ-а.
У почетку је изгледало да се планирање убрзано одвија. Након одбацивања технократског приступа Николаја Вознесенског заснованог на ценама (погледајте даљу дискусију у наставку), чинило се да је правац усмерен ка координацији националних економских планова, али без принудног ауторитета самог СЕВ-а. Све одлуке би захтевале једногласну ратификацију, а чак и тада би владе то засебно преточиле у смерницу. Затим, у лето 1950, вероватно незадовољан повољним импликацијама за ефективни индивидуални и колективни суверенитет мањих држава, Стаљин „изгледа да је изненадио [СЕВ] особље“, доводећи операције до скоро потпуног заустављања, како се Совјетски Савез на домаћем плану кретао према аутаркији и међународно према „систему амбасада директног мешања у послове других земаља” пре него „уставним средствима”. Опсег СЕВ-а је званично био ограничен у новембру 1950. на „практична питања олакшавања трговине.“
Једно важно наслеђе овог кратког периода активности био је „Софијски принцип“, усвојен на седници Савета Савета Европе у Бугарској августа 1949. године. Ово је радикално ослабило права интелектуалне својине, чинећи технологије сваке земље доступним другима по номиналној цени која је само покривала трошкове документације. То је, наравно, ишло у прилог мање индустријализованим земљама СЕВ-а, а посебно технолошки заосталом Совјетском Савезу, на рачун Источне Немачке и Чехословачке и, у мањој мери, Мађарске и Пољске. (Овај принцип би изгубио на значају након 1968. године, пошто је постало јасно да обесхрабрује нова истраживања — и пошто је сам Совјетски Савез почео да има више тржишних технологија.)

## Земље чланице
| Држава          | Година чланства |
| --------------- | --------------- |
| НР Бугарска     | јануар 1949.    |
| СР Чехословачка | јануар 1949.    |
| НР Мађарска     | јануар 1949.    |
| НР Пољска       | јануар 1949.    |
| СР Румунија     | јануар 1949.    |
| СССР            | јануар 1949.    |
| НР Албанија     | фебруар 1949.   |
| Источна Немачка | 1950.           |
| НР Монголија    | 1962.           |
| Куба            | 1972.           |
| Вијетнам        | 1978.           |

## Земље посматрачи
| Држава          | Година |
| --------------- | ------ |
| СФР Југославија | 1964.  |
| Финска          | 1973.  |
| Ирак            | 1975.  |
| Мексико         | 1975.  |
| Никарагва       | 1984.  |
| ДР Авганистан   | 1986.  |
| Етиопија        | 1986.  |
| НДР Лаос        | 1986.  |
| Јужни Јемен     | 1986.  |

## СЕВ наспрам Европске економске заједнице
Иако се СЕВ слободно називао „Европском економском заједницом (ЕЕЗ) (централне и) источне Европе“, постојале су важне супротности између ове две организације. Обе организације су управљале економском интеграцијом; међутим, њихова економска структура, величина, равнотежа и утицај су се разликовали:
Током 1980-их, ЕЕЗ је укључила 270 милиона људи у Европи у економско удруживање кроз међувладине споразуме чији је циљ максимизирање профита и економске ефикасности на националном и међународном нивоу. ЕЕЗ је била наднационално тело које је могло да доноси одлуке (као што је укидање тарифа) и да их спроводи. Активност чланова заснивала се на иницијативи и предузетништву одоздо (на нивоу појединца или предузећа) и била је под снажним утицајем тржишних сила.
СЕВ је удружио 450 милиона људи у 10 земаља и на 3 континента. Ниво индустријализације од земље до земље се веома разликовао: организација је повезивала две неразвијене земље – Монголију и Вијетнам – са неким високо индустријализованим државама. Исто тако, постојала је велика разлика у националном дохотку између европских и неевропских чланица. Физичка величина, војна моћ и политичка и економска ресурсна база Совјетског Савеза учинили су га доминантном чланицом. У трговини међу чланицама СЕВ-а, Совјетски Савез је обично давао сировине, а земље Централне и Источне Европе готову опрему и машине. Три неразвијене чланице СЕВ-а имале су посебан однос са осталих седам. СЕВ је остварио несразмерно више политичке него економске користи од свог великог доприноса неразвијеним економијама ове три земље. Економска интеграција или „координација плана“ чинила је основу активности СЕВ-а. У овом систему, који је одражавао планиране економије земаља чланица, одлуке донете одозго игнорисале су утицаје тржишних сила или приватне иницијативе. СЕВ није имао наднационална овлашћења да доноси одлуке или да их спроводи. Његове препоруке су могле бити усвојене само уз пуну сагласност заинтересованих страна и (од 1967. године) нису утицале на оне чланове који су се изјаснили као незаинтересоване стране.
Као што је горе наведено, већина спољне трговине СЕВ-а била је државни монопол, постављајући неколико баријера између произвођача и страног купца. За разлику од ЕЕЗ, где су уговори углавном ограничавали владине активности и дозвољавали тржишту да интегрише привреде преко националних линија, СЕВ је морао да развије споразуме који позивају на позитивну акцију владе. Штавише, док је приватна трговина полако ограничавала или брисала национална ривалства у ЕЕЗ, међудржавна трговина у СЕВ-у је појачала национална ривалства и огорченост.